# 오트니엘리아
오트니엘리아(Othnielia)는 중생대 쥐라기 후기의 초식공룡이다. 다른 공룡의 뼈와 섞여 화석이 처음 발견되었을 때는 나노사우루스라고 부르다가 나중에 나노사우루스가 개별의 공룡으로 밝혀지자 고생물학자인 오스니얼 찰스 마시의 이름을 기념해 오트니엘리아로 부르기 시작했다. 그러나 최근에 다시 나노사우루스로 재분류되었다. 전체 몸 길이는 약 1m~2m정도이고, 체중은 25kg 되었을 것으로 추정된다.

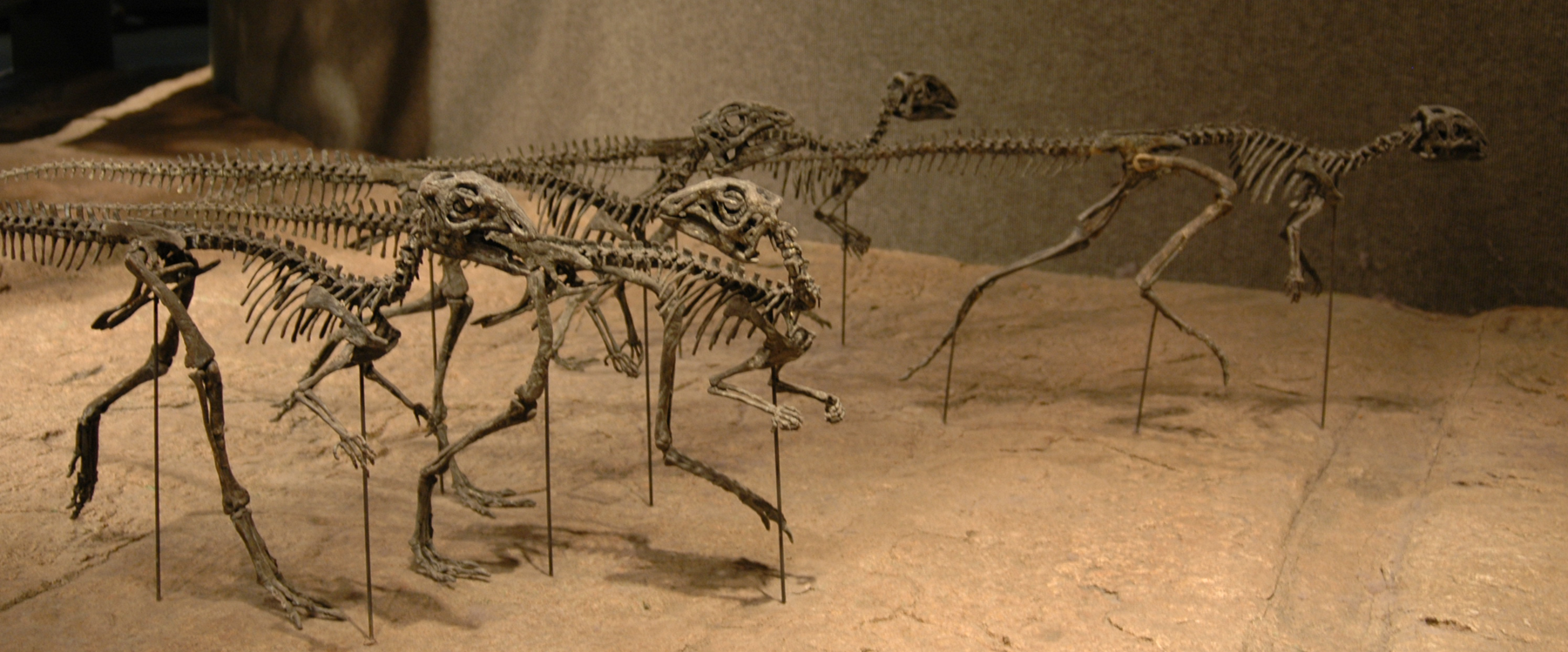